# Spahi

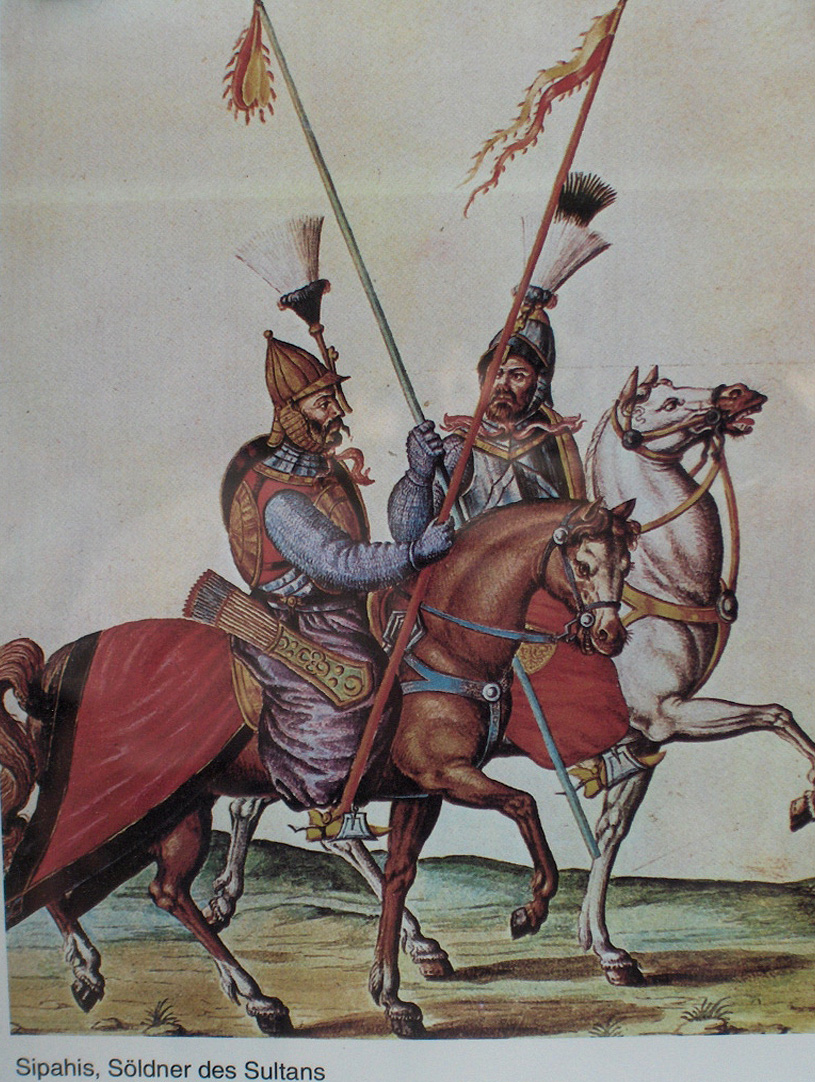
Sipahier.

Spahi (även sipahi, sepahi eller spakh; från turkiskans sipahi, ursprungligen från persiskans سپاهی, sepâhi) kallades ursprungligen den främsta av de sex besoldade ryttarkårer ("kapikulu"), som uppsattes av den osmanska statskassan. Senare övergick benämningen till alla dessa kårer och slutligen till allt oregelbundet rytteri. De bar oftast tunga rustningar och vapen, men de använde även pilbågar och lätthanterliga svärd.  
Osmanska rikets sipahier var oftast turkar.  
Sipahiernas hästar hade seldon smyckade med guld, silver och ädelstenar. De själva bar kläder av brokad eller siden i scharlakansröd, hyacintgul eller mörkblå färg. Deras vapen utgjordes av båge och pilar, en liten sköld, en lätt lans (vanligen av grön färg), ett kort svärd besatt med ädelstenar och en stridsklubba vid sadelknappen.
Ledarna över dessa kavallerier bar istället för hjälm turbaner med ihopflätade kedjor. Detta gav ett bättre huvudskydd än vanliga stridshjälmar. 
Eldvapen införde man först vid 1548 års persiska fälttåg; det första försöket slog dock därmed illa ut. Först under de senare europeiska krigen visade det sig vara nödvändigt för osmanerna att införa de nya vapnen. Likväl förlitade sig sipahierna ännu vid slutet av 1500-talet huvudsakligen på pil och båge.
År 1586 utbröt på grund av livsmedelsbrist ett uppror bland sipahierna som endast kunde lugnas genom att deras önskan, att sultanen själv skulle föra dem mot Persien, blev uppfylld. Då osmanska riket nu, vid slutet av 1500- och början av 1600-talet, till följd av sina dåliga affärer blev ur stånd att betala ut solden, gick det så långt att sipahierna under upprepade revolter förklarade att de med sin usla avlöning inte kunde täcka kostnaderna för sin utrustning under ett fälttåg. På så sätt blev under årens lopp missförhållandet mellan dessa truppers styrka på papperet och i verkligheten allt större.
Fransmännen upptog benämningen för det rytteri, som de uppsatte i Afrika av nordafrikanska trupper. Till en början avsedda endast för ordonnanstjänst, utgjorde spahi 1834 endast 4 skvadroner, men 1845 3 regementen på 6 skvadroner. De blev sedermera likställda med det övriga kavalleriet. 1er régiment de spahis, en pansarbataljon i 6. lätta pansarbrigaden (6ème BLB), är i dag bärare av det nordafrikanska kavalleriets traditioner i den franska armén.
Den engelska termen sepoy kommer av spahi, från persiskan via urdu.